# Höglands kapell
Höglands kapell är ett kapell som tillhör Dorotea-Risbäcks församling i Luleå stift. Kapellet ligger i orten Högland i Dorotea kommun.

## Kapellet
Kapellet uppfördes 1904 som Långsele-Höglands roteskolhus. 1939 köptes byggnaden in av Svenska kyrkan och invigdes 10 november samma år som Höglands kapell av biskop Bengt Jonzon.
Kapellet har en stomme av trä och ytterväggar klädda med vitmålad stående träpanel och täcks med ett plåttäckt sadeltak.
Kyrkorummet har väggar och tak klädda med gråvita masonitskivor. Golvet är klätt med parkett och har fast bänkinredning med öppna kvarter. Koret är smalare än långhuset och ligger två trappsteg högre upp än övriga kyrkorummet.
Invid kapellet finns en väg och på andra sidan vägen finns en klockstapel, uppförd 1941 efter ritningar av byggmästare Jöns Bredberg.

## Inventarier
- Altartavlan är målad 1951 av Kerstin Sandberg Bränngård. Motivet är olika händelser från Jesu liv. Ursprungliga altartavlan var målad av Torborg Lindberg.
- Predikstolen är tillverkad av Levi och Liverpon Wikström.
- Ett harmonium.